# Lucian Chețan
Lucian Chețan (n. 25 iunie 1985 în Pitești) este un fotbalist român care în prezent joacă la CS Inter Clinceni pe posturile de fundaș central și mijlocaș defensiv.